# Eria andamanica
Eria andamanica är en orkidéart som beskrevs av Joseph Dalton Hooker. Eria andamanica ingår i släktet Eria och familjen orkidéer. Inga underarter finns listade i Catalogue of Life.